# SMIM10L1
SMIM10L1 (англ. Small integral membrane protein 10) – білок, який кодується однойменним геном, розташованим у людей на 12-й хромосомі. Довжина поліпептидного ланцюга білка становить 83 амінокислот, а молекулярна маса — 9 236.
| 10         |  | 20         |  | 30         |  | 40         |  | 50         |
| ---------- |  | ---------- |  | ---------- |  | ---------- |  | ---------- |
| MEALGSGHYV |  | GGSIRSMAAA |  | ALSGLAVRLS |  | RPQGTRGSYG |  | AFCKTLTRTL |
| LTFFDLAWRL |  | RKNFFYFYIL |  | ASVILNVHLQ |  | VYI        |  |            |

A: Аланін

C: Цистеїн

D: Аспарагінова кислота

E: Глутамінова кислота

F: Фенілаланін

G: Гліцин

H: Гістидин

I: Ізолейцин

K: Лізин

L: Лейцин

M: Метіонін

N: Аспарагін

P: Пролін

Q: Глутамін

R: Аргінін

S: Серин

T: Треонін

V: Валін

W: Триптофан

Локалізований у мембрані.